# Giuseppe Gioachino Belli

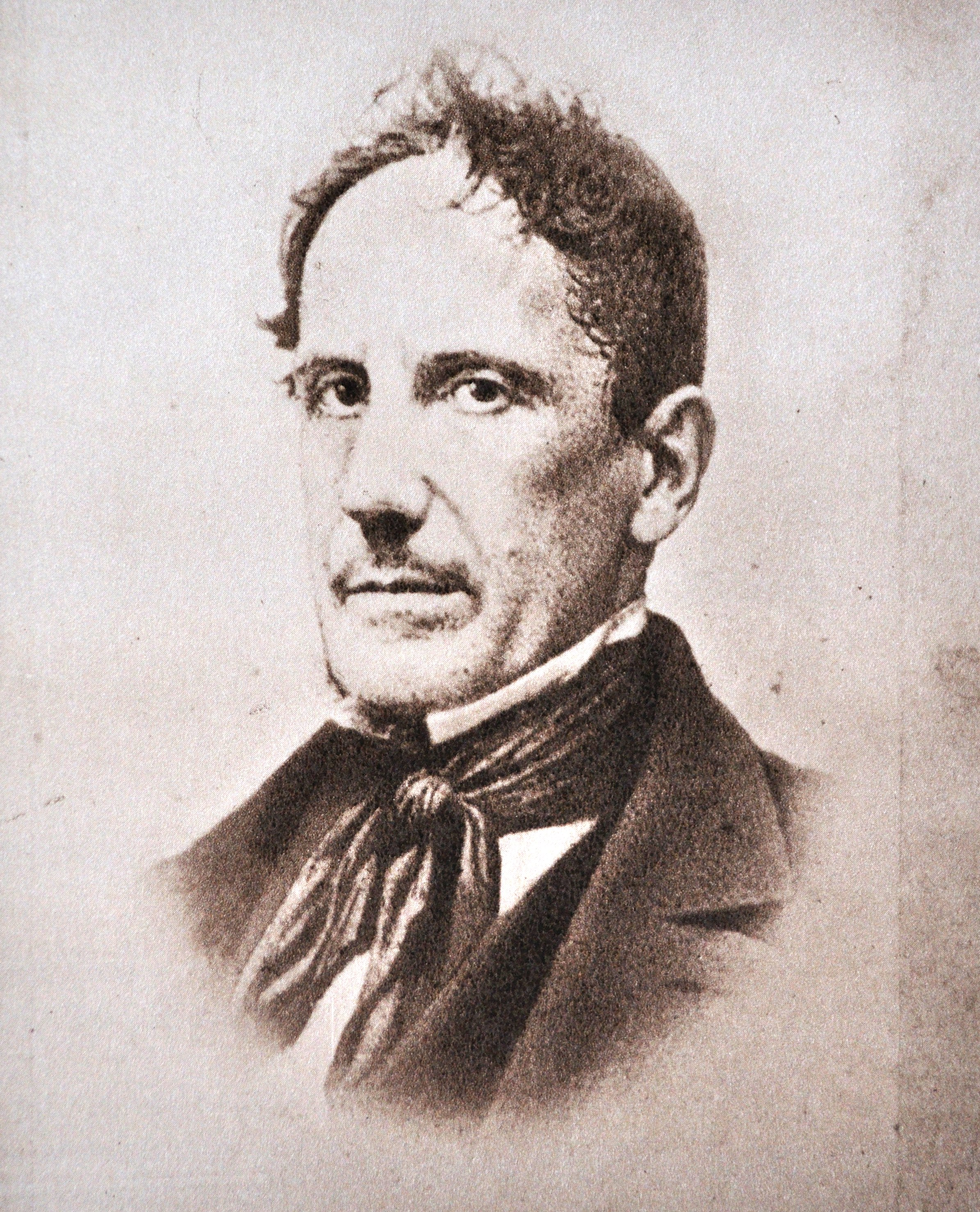
Giuseppe Gioachino Belli.

Giuseppe Gioachino Belli, född 7 september 1791 i Rom, död där 21 december 1863, var en italiensk folkskald.
Belli skrev en mängd sonetter på romersk dialekt.

## Bilder

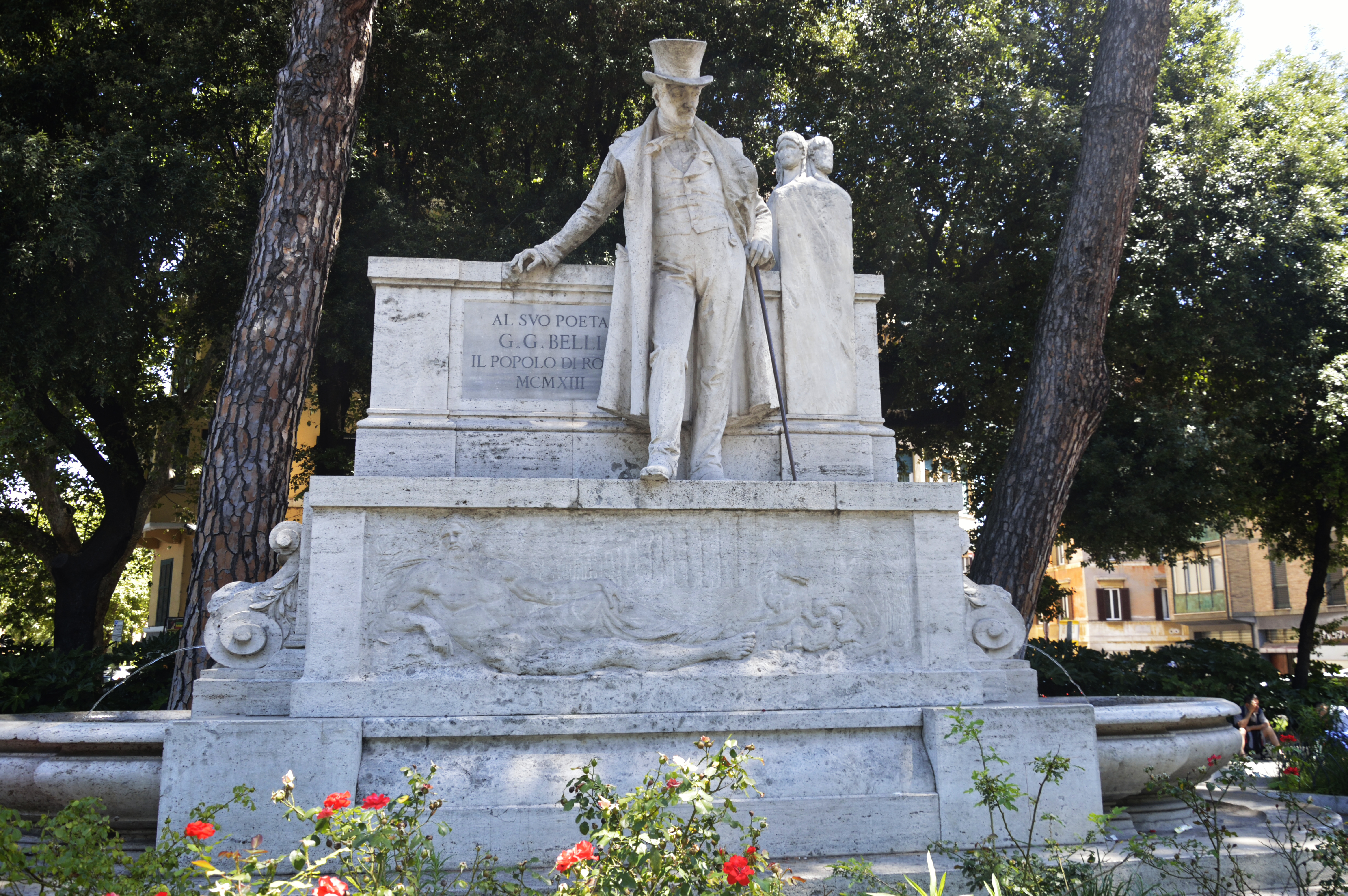
Monument åt Giuseppe Gioachino Belli vid piazzan med hans namn i norra Trastevere, utfört av Michele Tripisciano 1913.